# Sergei Bondarchuk
Sergei Bondarchuk (Kherson, 25 de setembro de 1920 — Moscou, 20 de outubro de 1994) foi um cineasta, roteirista e ator russo. Pai do cineasta Fyodor Bondarchuk.